# Discografie van Tabitha
Hieronder volgt de discografie van de Nederlandse zangeres Tabitha, met name haar albums en haar nummers met een notering in een hitlijst. 

## Albums
| Album                 | Verschijnen       | Label      | Hitlijsten | Hitlijsten | Opmerkingen                     |
| Album                 | Verschijnen       | Label      | NL         | NL         | Opmerkingen                     |
| Album                 | Verschijnen       | Label      | Piek       | Weken      | Opmerkingen                     |
| --------------------- | ----------------- | ---------- | ---------- | ---------- | ------------------------------- |
| Gevonden in verdwalen | 6 april 2018      | Top Notch  | 11         | 78         | Studioalbum / Goud in Nederland |
| Hit-Sig               | 8 februari 2019   | Top Notch  | 5          | 72         | Studioalbum / Goud in Nederland |
| Hallo met mij         | 25 september 2020 | Neof Music | 3          | 61         | Studioalbum / Goud in Nederland |
| Wilde rozen           | 18 juni 2022      | Neof Music | 15         | 1          | Studioalbum                     |

## Singles
| Lied                                                      | Verschijnen       | Album                    | Hitlijsten | Hitlijsten | Hitlijsten  | Hitlijsten  | Hitlijsten   | Hitlijsten   | Opmerkingen                                             |
| Lied                                                      | Verschijnen       | Album                    | BE (VL)    | BE (VL)    | NL (Top 40) | NL (Top 40) | NL (Top 100) | NL (Top 100) | Opmerkingen                                             |
| Lied                                                      | Verschijnen       | Album                    | Piek       | Weken      | Piek        | Weken       | Piek         | Weken        | Opmerkingen                                             |
| --------------------------------------------------------- | ----------------- | ------------------------ | ---------- | ---------- | ----------- | ----------- | ------------ | ------------ | ------------------------------------------------------- |
| Is dit over (met Ronnie Flex)                             | 30 juni 2017      | Rémi (van Ronnie Flex)   | tip        | —          | tip1        | —           | 13           | 24           | Platina in Nederland                                    |
| Red me (met Ronnie Flex)                                  | 30 juni 2017      | Rémi (van Ronnie Flex)   | —          | —          | —           | —           | 46           | 3            |                                                         |
| Only one (met SFB)                                        | 7 juli 2017       | 77 Nachten (van SFB)     | —          | —          | —           | —           | 50           | 2            |                                                         |
| Jou & mij                                                 | 17 november 2017  | Gevonden in verdwalen    | —          | —          | —           | —           | 98           | 1            |                                                         |
| Real love (met Jayh)                                      | 7 september 2018  | 10 (van Jayh)            | —          | —          | —           | —           | 89           | 1            |                                                         |
| Parkeerplaats (met Jermaine Niffer)                       | 28 oktober 2018   | —                        | —          | —          | —           | —           | 39           | 6            | Goud in Nederland                                       |
| Voor jou (met Qucee)                                      | 26 november 2018  | —                        | —          | —          | tip12       | —           | 83           | 1            |                                                         |
| Come my way (met Latifah)                                 | 30 november 2018  | Hit-Sig                  | —          | —          | —           | —           | 56           | 16           | Goud in Nederland                                       |
| Niet alleen (met Paul Sinha)                              | 7 december 2018   | Adem in (van Paul Sinha) | tip        | —          | —           | —           | —            | —            |                                                         |
| Speling (met DJ DYLVN en Hansie)                          | 20 december 2018  | —                        | —          | —          | —           | —           | 61           | 13           | Platina in Nederland                                    |
| Hij is van mij (met Kris Kross Amsterdam, Maan en Bizzey) | 21 december 2018  | —                        | tip22      | —          | 1 (7 wkn)   | 23          | 1 (7 wkn)    | 72           | Viermaal platina in Nederland                           |
| Expose the game (met Chivv)                               | 8 februari 2019   | —                        | —          | —          | —           | —           | 27           | 3            |                                                         |
| Dan komt alles goed                                       | 8 februari 2019   | Hit-Sig                  | —          | —          | —           | —           | 83           | 3            | Goud in Nederland                                       |
| Ai (met Rolf Sanchez en Poke)                             | 15 februari 2019  | Hit-Sig                  | —          | —          | —           | —           | 28           | 32           | Platina in Nederland                                    |
| Het spijt me niet                                         | 10 mei 2019       | Hallo met mij            | —          | —          | —           | —           | 62           | 6            | Platina in Nederland                                    |
| Moment (met Kris Kross Amsterdam en Kraantje Pappie)      | 17 mei 2019       | —                        | —          | —          | 3           | 20          | 5            | 33           | Alarmschijf, Dancesmash / Viermaal platina in Nederland |
| Work it (met Chivv)                                       | 20 september 2019 | —                        | —          | —          | —           | —           | 94           | 2            |                                                         |
| Zeldzaam (met Ronnie Flex)                                | 21 februari 2020  | —                        | —          | —          | tip8        | —           | 46           | 5            |                                                         |
| Slapen met het licht aan (met Nielson)                    | 17 april 2020     | Hallo met mij            | tip        | —          | 23          | 6           | 46           | 9            | Alarmschijf                                             |
| Hallo met mij                                             | 28 augustus 2020  | Hallo met mij            | —          | —          | tip12       | —           | 50           | 20           | Goud in Nederland                                       |
| Verloren                                                  | 10 september 2020 | —                        | —          | —          | —           | —           | 62           | 5            |                                                         |
| Ik hou van mij                                            | 17 september 2020 | —                        | —          | —          | —           | —           | 37           | 8            |                                                         |
| Wanneer je naar me lacht                                  | 25 september 2020 | Hallo met mij            | —          | —          | —           | —           | 74           | 1            |                                                         |
| Lied van Ruth: My land is jou land                        | 1 oktober 2020    | —                        | —          | —          | —           | —           | 63           | 1            |                                                         |
| Michael Jordan                                            | 15 oktober 2020   | —                        | —          | —          | —           | —           | 76           | 2            |                                                         |
| Hou vol hou vast (met Suzan & Freek)                      | 29 oktober 2020   | —                        | —          | —          | —           | —           | 22           | 4            |                                                         |
| Best part of me (met Milow)                               | 29 oktober 2020   | —                        | —          | —          | —           | —           | 70           | 1            |                                                         |
| Blijf nog even hier (met Paskal Jakobsen)                 | 24 november 2020  | Hallo met mij            | —          | —          | tip1        | —           | 51           | 17           | Goud in Nederland                                       |
| Voor nu                                                   | 5 februari 2021   | —                        | —          | —          | tip21       | —           | —            | —            |                                                         |
| Overbodig (met Ronnie Flex en Glen Faria)                 | 14 oktober 2021   | Wilde rozen              | —          | —          | tip19       | —           | 59           | 2            |                                                         |
| Niemandsland                                              | 4 november 2021   | Wilde rozen              | —          | —          | tip24       | —           | —            | —            |                                                         |
| Ik wist het (met Matt Simons)                             | 28 januari 2022   | Wilde rozen              | —          | —          | —           | —           | 60           | 14           |                                                         |
| Wacht op mij (met Trobi en Ronnie Flex)                   | 27 oktober 2023   | —                        | —          | —          | tip4        | —           | 13           | 8            |                                                         |